# Шамара
«Шамара» — украинско-немецкий драматический фильм 1994 года, снятый Натальей Андрейченко на Национальной киностудии художественных фильмов имени Александра Довженко, её последняя работа в области кино. Экранизация одноимённой повести Светланы Василенко.
Премьерный показ фильма состоялся 26 августа 1994 года. Фильм был повторно показан на 12-м Одесском международном кинофестивале ко дню независимости Украины в 2021 году.
Занимает 54-55 позицию в списке 100 лучших фильмов в истории украинского кино, составленного кинокритиками по инициативе Национального центра Александра Довженко.

## Сюжет
В 1973-1974 годах, на фоне эпидемии холеры, разыгрывается история любви Зины Шамариной, ставшая рабой своих чувств, бросающих её из крайности в крайность — то побуждая к благородным поступкам, то толкая безумные выходки.

## Роли исполняют
- Ирина Цимбал — Зина Шамарина
- Денис Карасёв — Сергей Устинов
- Анжелика Неволина — Наташа
- Сергей Улашев — Паша
- Тамара Плашенко — Рая
- Пётр Зайченко — пассажир в поезде

## Съёмочная группа
- Режиссёр: Наталья Андрейченко
- Сценарист: Светлана Василенко
- Оператор: Владимир Басс
- Композитор: Игорь Стецюк
- Художник: Александр Дидурик

## Съёмки
Съёмки фильма велись в Николаеве.

## Критика
Киновед Вадим Скуратовский отметил, что фильм является одним из самых интересных фильмов современного мирового кино:

«Шамара» — один из самых интересных фильмов современного кино. И не просто постсоветского, украинского или среднеевропейского, а мирового кино последних сезонов.
— Вадим Скуратовский

## Награды
- Киевский международный кинофестиваль «Молодость» (1994) — Приз имени Ивана Монтана за лучшую актёрскую работа (Ирина Цимбал) и Диплом Ассоциации женщин-кинематографистов Украины[4].
- Минский международный фестиваль женского кино (1994) — Приз «За поиск новых выразительных кинематографических средств»[6].

## Премии
5 сентября 1996 года режиссёру Наталье Андрейченко была присуждена Государственная премия Украины имени Александра Довженко за весомый вклад в развитие отечественного киноискусства.